# Puccinia libanotidis
Puccinia libanotidis là loài nấm gỉ sắt lây nhiễm trên Seseli libanotis. Phạm vi phân bố trải khắp lục địa Á-Âu.

## Mô tả và chu kỳ sống
P. libanotidis có thể được xác định thông qua ba trong số năm loại bào tử, có màu gỉ nâu, và vảy màu đen giống như túi bào tử. Ở giai đoạn bào tử đầu tiên, là đáng chú ý nhất, bao gồm có các cụm bào tử màu nâu tạo thành túi bào tử màu cam-nâu. Túi bào tử này có thể kéo dài 0,5 – 3,0 cm (0,20 – 1,18 inch) trên cuống lá là dưới gân lá của cây chủ, dẫn đến hình thành túi đựng nốt gỉ. Các aeciospores là gai và có kích thước khoảng 25-35 × 20-25 mm. Giai đoạn thứ hai có pycniospores vàng hình thành khoảng 0,1 mm (0,0039 inch) xung quanh aeciospores. Nó có kích thước 3,5 × 2,5 mm và sản xuất một loại nhựa gọi là "nốt pycnial". Vào cuối tháng, giai đoạn thứ ba (dễ thấy), nổi lên urediniospores. Những bào tử này có màu quế và có đường kính khá dày 1 mm (0,039 inch) - 6,5 mm - vách. Khi quan sát dưới kính hiển vi, nó gần giống với aeciaspores.
Trong tháng tám, lá bắt đầu chuyển sang màu vàng. Các urediniospores trải ra rải rác, trên bề mặt trên của lá và cuống lá, và teliospores (bao gồm giai đoạn chú ý thứ ba) xuất hiện. Teliospores có màu nâu sẫm, gần như đen, và kích thước 30-50 × 15-25 mm. Nó không có hình tròn, với vách trơn chia chúng thành hai tế bào. Những bào tử này sẽ sống qua mùa đông, và nảy mầm thành bào tử đảm, sau đó sẽ lây nhiễm trên lá mới vào năm sau.

## Sinh thái học
P. libanotidis thường chỉ lây nhiễm S. libanotis, mặc dù nó đã được tìm thấy ở S. Campestre. Giới hạn của nó được phổ biến rộng rãi khắp lục địa Á-Âu. Năm 2003, sự xuất hiện của loài gỉ này tại Iran được báo cáo lần đầu tiên. Ở Anh, S. libanotis được giới hạn ở vùng Đông Nam nước Anh, và gỉ lần lượt là khá hiếm. Nó đã được nhìn thấy hai lần, một lần vào năm 1910, lần nữa vào 1946, và sau đó được cho là tuyệt chủng không chính thức bởi Sách đỏ tại Anh vào năm 2006. Tuy nhiên, ba năm sau đó, A. Martyn Ainsworth từ Kew Gardens tái phát hiện gỉ S. libanotidis. Các uredinium của P. libanotidis có thể biến thành parasitised do nấm Eudarluca caricis.